# 8651 Alineraynal
8651 Alineraynal (1989 YU5) là một thiên thạch xuyên Sao Hỏa được phát hiện vào ngày 29 tháng 29 năm 1989 bởi E. W. Elst tại trạm thiên văn Haute-Provence.

## Link ngoài
- JPL Small-Body Database Browser ngày 8651 Alineraynal